# Prîmorske, Kalanceak
Prîmorske (în ucraineană Приморське) este un sat în comuna Oleksiivka din raionul Kalanceak, regiunea Herson, Ucraina.

## Demografie
Componența lingvistică a localității Prîmorske
     Ucraineană (91,67%)
     Rusă (8,33%)
Conform recensământului din 2001, majoritatea populației localității Prîmorske era vorbitoare de ucraineană (91,67%), existând în minoritate și vorbitori de rusă (8,33%).